# Merianthera
Merianthera là chi thực vật có hoa trong họ Mua.